# De atchoembloem
De atchoembloem is het 303e stripverhaal van Jommeke. De reeks wordt getekend door Studio Jef Nys. Het verscheen op 10 februari 2021.

## Verhaal
Jommeke en zijn vrienden zijn bij Macu Ancapa in Peru. Plots wordt Choco opgeslokt door een enorme vleesetende bloem. Choco wordt door de bloem uitgeniesd. Bij thuiskomst blijkt dat Choco ziek is en de hele tijd moet niezen. Volgens professor Gobelijn is hij besmet door het zeer besmettelijke atchoemvirus, afkomstig van de atchoembloem. Wie besmet is door dit virus wordt ziek, ruikt niets meer en moet de hele tijd niezen. Jommeke, Filiberke en de Miekes moeten bij Choco uit de buurt blijven. In beschermende pakken en met zeep gaan ze op virusjacht. Eén virusje kan echter ontsnappen en belandt op een ijsje van Anatool, die het virus ongemerkt verspreidt. Hierdoor worden veel inwoners van Zonnedorp besmet met het virus waardoor ze de hele tijd niezen. Jommeke, Filiberke en de Miekes vertellen dat wie ziek is binnen moeten blijven en wie niet besmet is een mondmasker moet dragen. Alle kinderen van Zonnedorp krijgen speciale brillen om de virussen te kunnen zien. Hierbij krijgen ze ook een waterpistool met zeep om de virussen te vernietigen. Vervolgens worden mondmaskers uitgedeeld aan de bevolking. Intussen probeert professor Gobelijn om Choco te genezen, wat echter mislukt. Om een geneesmiddel te maken tegen het atchoemvirus heeft hij stuifmeel van de atchoembloem nodig, dezelfde bloem die Choco opslokte en ziek maakte. Jommeke en Filiberke reizen naar Peru om het stuifmeel te halen, waarbij Filiberke opgeslokt wordt door de vleesetende bloem. Filiberke kan zichzelf bevrijden door niespoeder in de bloem te gebruiken. De professor test het middel uit op Choco, die meteen genezen is. Later krijgen alle zieke inwoners van Zonnedorp pillen en spuitjes om weer te genezen, waaronder ook Anatool en de koningin van Onderland. Choco kan het laatste atchoemvirus uitschakelen.

## Achtergronden bij het verhaal
- Dit verhaal is gebaseerd op de coronapandemie.
- Het woord atchoem is afkomstig van het geluid van niezen.